# Patela
A patela ou rótula é um osso tipo sesamoide, grosso, que se liga ao músculo quadríceps e ao osso da tíbia, cobrindo e protegendo a superfície articular anterior da articulação do joelho. Seu centro de ossificação é desenvolvido em um tendão. Possui um formato triangular e fica localizado na frente do joelho, protegendo a articulação.

## Ossificação
A patela está ossificada a partir de um único centro, que geralmente faz a sua aparição no segundo ou terceiro ano, mas pode ser adiado até o sexto ano.

## Divisão
A patela parece estar de cabeça para baixo porque seu ápice pontiagudo está localizado na borda inferior e sua base é a borda superior.
A superfície anterior ou externa é côncava e áspera, e a superfície posterior interna é lisa e ovulada, pois se articula com o fêmur. Para saber se a patela é esquerda ou direita, quando desarticulada, podemos colocar este osso na bancada com a face articular voltada para baixo e com o ápice em sentido contrário a nós e soltá-la, ela se inclinará para o lado correspondente.
1. Base da patela.
2. Ápice da patela.
3. Face articular lateral.
4. Face articular medial.

Possui no pólo superior a inserção da musculatura anterior da coxa (Quadríceps) e no pólo distal a origem do Ligamento Patelar. Tem como funções a melhora do movimento de flexo-extensão (polia) e proteção às estruturas internas.
A porção distal do fêmur é formada por dois côndilos que se articulam com a parte proximal da tíbia. Essas articulações entre os côndilos e superfícies tibiais são semelhantes e dividem o joelho em dois compartimentos (medial e lateral). A patela desliza através de um sulco especial formado pela parte anterior dos dois côndilos femorais chamado tróclea.
Durante a flexão do joelho partindo da extensão total, a patela encontra-se inicialmente “livre”, e começa a encaixar na tróclea do fêmur conforme a progressão do movimento. A anatomia troclear permite uma união perfeita (tipo chave-fechadura). Conforme a flexão aumenta, o contato ósseo torna-se maior, e a pressão nas facetas articulares cresce proporcionalmente. Quaisquer alterações nas forças atuantes sobre a patela, ou imperfeições nas superfícies ou formato ósseo, podem precipitar o aparecimento de lesões na cartilagem.
É um componente fundamental do chamado aparelho extensor do joelho.

## Localização
A patela fica anterior do local de encontro dos dois maiores ossos do membro inferior: o fêmur (osso da coxa) e a tíbia (osso da perna).

## Músculos
Ela está ligada ao tendão do músculo quadríceps femoral, que se contrai para estender / endireitar o joelho. O vasto intermédio (uma das divisões do quadríceps) é ligado à base da patela. O vasto lateral e vasto medial estão ligados às fronteiras lateral e medial de patela, respectivamente.
A patela é estabilizada pela inserção do músculo vasto medial e pela proeminência dos côndilos femorais anteriores, que impedem deslocamento lateral durante a flexão. As fibras retinaculares da patela também estabilizam-na durante o exercício.

## Articulações
A articulação do joelho é uma articulação sinovial. Articulações sinoviais são demarcadas por ligamentos e cápsulas que formam em conjunto um compartimento fechado. Essas contém um líquido, chamado líquido sinovial, que lubrifica a articulação. A cartilagem articular é que permite o deslizamento normal da articulação com um pequeno grau de atrito.  A função da cartilagem articular é absorver choques e proporcionar uma superfície extremamente lisa para facilitar o movimento. No joelho, cartilagem articular cobre as extremidades do fêmur, o início da tíbia, bem como a parte de trás da patela.
Possui conexões com praticamente todas as estruturas articulares, sofrendo assim ação de forças multidirecionais, que quando não bem equilibradas podem gerar sobrecargas e consequentemente condropatias ou luxações.

## Ligamento Patelar
O ligamento patelar liga a base da patela à parte inferior do tubérculo da tíbia. Na realidade, o ligamento é a continuação caudal do tendão comum do músculo quadríceps femoral. Assim, o ligamento patelar pode ser considerado como uma conexão entre o tendão do quadríceps femoral e a tíbia; assim, às vezes é denominado tendão patelar. Na pratica isso significa que o músculo quadríceps femoral faz uma extensão da articulação do joelho.  

## Bursa suprapatelares
Logo acima da patela e logo atrás do tendão do quadríceps fica a bursa suprapatelar anterior. Anterior ao fêmur fica a bursa pré-femoral. Ao contrário da bursa suprapatelar anterior, o que é relativamente constante em forma e tamanho, esta almofada de gordura é bastante variável em tamanho, e podem aparecer bastante plana ou muito gorda.

## Variação evolutiva
A patela tem evoluído convergentemente em mamíferos placentários e nas aves; a maioria dos marsupiais a tem apenas rudimentar (patelas não ossificadas), embora algumas espécies possuam uma patela óssea. A patela também está presente na vida dos monotremados, o ornitorrinco e a equidna. Em tetrápodes mais primitivos, incluindo anfíbios e a maioria dos répteis (exceto alguns lepidossauros), os tendões dos músculos da coxa estão ligados diretamente à tíbia, e uma patela não está presente.